# Ратко Нинковић
Ратко Нинковић (Вишеград, 16. април 1967) бивши је српски и југословенски фудбалер, данас фудбалски тренер.

## Спортска каријера
Рођен је 16. априла 1967. у Вишеграду. Фудбалску каријеру је почео у сарајевском Жељезничару. Провео је шест година у клубу, од 1985. до 1991. године. Након тога је отишао у иностранство, а играо је за клубове у Аустралији (Аделејд), Малезији (Пенанг) и Холандији (Спарта и Спејкенисе) где је и завршио играчку каријеру 1999. године.
Послом фудбалског тренера се бави од 2000. године повратком у БиХ. Био је две сезоне тренер Фамоса из Храснице. Године 2005. изабран је за првог тренера Жељезничара. Није остао дуго на том положају и већ у марту следеће године је отишао. Био је први тренер у Бротњу из Читлука. Од лета 2007. тренирао је Звијезду из Градачца у којој се афирмисао као тренер. Дана 5. јула 2010. преузео је хрватски клуб Сегесту из Сиска, а остао је до јануара 2011. године. Био је шест година први тренер клуба ХАШК из Загреба. По томе је постао најдугорочнији тренер у Хрватској. Због умора је поднео оставку крајем септембра 2017. године. Од 30. јануара 2018. водио је Слогу Симин Хан, клуб из Федерације БиХ. Након лоших резултата на отварању другог дела сезоне, одлази са места тренера Слоге крајем марта 2018. године.

## Успеси
Тренер
- Звијезда Градачац
  - Прва лига Федерације Босне и Херцеговине (1): 2007/08.

## Остало
Раткова мајка је пореклом из Лике, те на основу тога има држављанство Републике Хрватске.